# Gianpaolo Spagnulo
Gianpaolo Spagnulo (Grottaglie, 26 settembre 1964) è un allenatore di calcio ed ex calciatore italiano, di ruolo portiere.

## Carriera

### Giocatore
Dopo gli esordi nel Brindisi, nell'ottobre 1987 passa al Taranto dove rimane per il successivo quadriennio.
Segue una stagione al Pisa, ma è grazie al Genoa che raggiunge la Serie A, campionato al quale prende parte coi rossoblù nell'edizione 1992-1993; dopo un ritorno a Pisa e un'esperienza a Pescara, è nuovamente a Genova dal gennaio al giugno del 1995, disputando anche lo spareggio per la salvezza del 10 giugno, perso ai tiri di rigore contro il Padova.

Spagnulo (in piedi, primo da sinistra) al Perugia nel 1996

Rimasto in Liguria per il campionato cadetto 1995-1996, l'ultima esperienza in massima serie arriva grazie al Perugia, in cui è dodicesimo nel campionato 1996-1997. L'estate seguente diviene il secondo calciatore italiano (dopo Marco Osio) a militare in una squadra del Brasile, il Vitória.
Chiude la carriera rientrando in Italia, nelle serie minori, dapprima al Casarano e infine tornando a Taranto, passando poi tra le file dirigenziali di quest'ultima.

### Allenatore
Lasciata la carriera da calciatore, intraprende quella di preparatore dei portieri. Dal 2005 al 2008 è al Legnano, nella stagione 2008-2009 passa al Novara, e per le tre stagioni successive è in forza al Taranto.
Dal 2012 al 2013 segue gli estremi difensori della Reggina, fino al marzo 2014 è alla Cremonese, mentre tra il 2015 e il 2016 torna a Taranto dove, oltreché preparatore, riveste anche il ruolo di allenatore in seconda. Nella prima parte della stagione 2017-2018 allena i portieri del Modena.

## Palmarès

### Giocatore

#### Competizioni nazionali
- Serie C1: 1

Taranto: 1989-1990
- Serie C2: 2

Brindisi: 1984-1985
Taranto: 2000-2001

#### Competizioni internazionali
- Coppa Anglo-Italiana: 1

Genoa: 1995-1996